# Alchemia
Alchemia ist ein Jazzalbum von Ken Vandermark & The Vandermark 5. Die vom 15. bis 18. März 2004 im Alchemia Club in Krakau entstandenen Aufnahmen erschienen 2005 in limitierter Auflage in einer zwölf CDs umfassenden Edition auf Not Two Records.

## Hintergrund
Die 12-CD-Edition Alchemia dokumentiert ein Engagement der Vandermark 5 im Alchemia Club in Krakau, das dort an fünf aufeinanderfolgenden Abenden aufgenommen wurde. Mit Ken Vandermark (Holzblasinstrumente) spielen Dave Rempis (Saxophone), Jeb Bishop (Posaune), Kent Kessler (Kontrabass) und Tim Daisy (Schlagzeug). Für Kessler und Daisy kamen bei den abschließenden Jam-Sessions am 17. und 18. März 2004 Marcin Oleś und sein Bruder Bartłomiej Oleś hinzu.
Das Quintett Vandermark 5 war zu dieser Zeit mit Sicherheit das bekannteste und stabilste Ausdrucksmittel des Holzbläsers Ken Vendermark. Die Gruppe bestand in dieser Form seit 2002. Das Repertoire bestand aus basierend auf Material, das sie seit Jahren spielten, sowie die Entwicklung neuer Titel auf der Bühne und einer Reihe von Coverversionen. Jede CD gibt einen Set mit zwei Sets pro Nacht wieder. Bei den Aufnahmen der letzten beiden Abende ist zusätzliches Material in der Edition, das mit den polnischen Musikern Marcin Oles und Bartlomiej Brat Oles entstand. Sie spielten mehrere Coverversionen – wie Sonny Rollins’ East Broadway Rundown, Ornette Coleman Lonely Women und Thelonious Monks Bemsha Swing – und eine Fülle von freien Improvisationen, die eher spontane Kompositionen sind.
Abgesehen von den zwei Jam-Session-Discs spielt die Band 31 verschiedene Songs, nur zwei mehr als dreimal. Das sorgt für Materialvielfalt. Die Stücke stammen hauptsächlich aus den letzten beiden regulären Alben der Gruppe, Elements of Style/Exercises in Surprise und Airports for Light. Es gibt einige ausgewählte Stücke aus den früheren Alben Acoustic Machine und Burn the Incline sowie drei Stücke (die am meisten gespielten) aus dem darauffolgenden Album The Color of Memory.

## Titelliste
- The Vandermark 5: Alchemia (Not Two Records MW 750-2)[4]

### Day One: Monday, March 15, 2004, Set One
1. Telefon (Vandermark) 8:36
2. Other Cuts (Vandermark) 12:57
3. Staircase (Vandermark) 10:45
4. Strata (Vandermark) 13:43
5. Free King’s Suite: Meeting On Termini’s Corner; Three for the Festival; A Handful of Fives (Roland Kirk) 12:09

### Day One: Monday, March 15, 2004, Set Two
1. Outside Ticket (Vandermark) 11:03
2. Money Down (Vandermark) 6:33
3. Camera (Vandermark) 16:53
4. Roulette (Vandermark) 4:33
5. Cruz Campo (Vandermark) 10:31
6. The Black and Crazy Blues [Encore] (Roland Kirk) 8:36

### Day Two: Tuesday, March 16, 2004, Set One
1. Confluence (Vandermark) 8:17
2. Rip Rig and Panic Suite - From Bechet, Byas and Fats; Rip, Rig and Panic; No Tonic Press (Roland Kirk) 14:14
3. Camera (Vandermark) 18:51
4. Both Sides (Vandermark) 9:11
5. Knock Yourself Out (Vandermark) 7:18

### Day Two: Tuesday, March 16, 2004, Set Two
1. The Cooler (Vandermark) 9:19
2. That Was Now (Vandermark) 11:32
3. Six of One (Vandermark) 22:48
4. Silverlization/Volunteered Slavery (Roland Kirk) 10:42
5. There Is the Bomb (Don Cherry) 11:04

### Day Three: Wednesday, March 17, 2004, Set One
1. That Was Now (Vandermark) 10:46
2. Seven Puls Five (Vandermark) 8:13
3. The Bridge (Sonny Rollins) 6:54
4. Gyllene (Vandermark) 9:34
5. Auto Topography (Vandermark) 12:58

### Day Three: Wednesday, March 17, 2004, Set Two
1. The Freedom Suite, Part 2 (Sonny Rollins) 6:20
2. Telefon (Vandermark) 11:23
3. Initials (Vandermark) 7:12
4. Camera (Vandermark) 18:03
5. Other Cuts (Vandermark) 13:36
6. The Black and Crazy Blues [Encore] (Roland Kirk) 9:04
7. Knock Yourself Out [Encore] (Vandermark) 6:47

### Day Four: Thursday, March 18, 2004, Set One
1. Money Down (Vandermark) 5:36
2. Inflated Tear (Roland Kirk) 6:55
3. Wherever June Bugs Go (Archie Shepp) 12:24
4. Camera (Vandermark) 15:42
5. Cruz Campo (Vandermark) 9:28

### Day Four: Thursday, March 18, 2004, Set Two
1. Pieces of the Past (Vandermark) 9:47
2. That Was Now (Vandermark) 11:53
3. Long Term Fool (Vandermark) 9:57
4. Strata (Vandermark) 11:25
5. Silverlization/Volunteered Slavery (Roland Kirk) 11:45
6. The Bridge [Encore] (Sonny Rollins) 7:37

### Day Five: Friday, March 19, 2004, Set One
1. Conquistador, Part 2 (Cecil Taylor) 8:26
2. Knock Yourself Out (Vandermark) 7:22
3. Vandermark (Vandermark) 9:47
4. Camera (Vandermark) 18:02
5. Cruz Campo (Vandermark) 10:16

### Day Five: Friday, March 19, 2004, Set Two
1. That Was Now (Vandermark) 11:38
2. Gyllene (Vandermark) 10:55
3. Telefon (Vandermark) 9:49
4. Ken’s Final Speach 2:03
5. Six of One (Vandermark) 22:49
6. Other Cuts [Encore] (Vandermark) 13:42
7. The Black and Crazy Blues (Roland Kirk) 8:20

### Jam Session One, Wednesday, March 17, 2004
1. Free Jam 1 (B.B .Oleś, Bishop, Vandermark, M. Oleś) 11:35
2. Free Jam 2 (B.B. Oleś, Bishop, Vandermark, M. Oleś) 5:17
3. Free Jam 3 (Rempis, Vandermark, M. Oleś, Daisy) 12:27
4. East Broadway Run Down / Elephantasy / Complete Communion (Don Cherry, Sonny Rollins) 11:17
5. Theme for Alchemia (Rempis, Vandermark, Kessler, Daisy) 8:55
6. Bemsha Swing (Thelonious Monk) 10:54

### Jam Session Two, Thursday, March 18, 2004
1. Round Trip (Ornette Coleman) 22:50
2. Free Jam 5 (Bishop, Vandermark, Kessler, M. Oleś) 17:38
3. Free Jam 6 (B.B. Oleś, Bishop, Vandermark, M. Oleś) 12:26
4. Togo (Ed Blackwell) 4:09
5. Lonely Woman (Ornette Coleman)

## Rezeption
Steve Loewy verlieh dem Album in Allmusic 4½ (von fünf) Sterne und schrieb, im Laufe von mehr als zwölf Stunden Musik festige das Quintett seinen Ruf als eine der innovativsten und aufregendsten Jazzgruppen ihrer Zeit, da jede Nacht Magie die Luft erfülle. Es ist schwer vorstellbar, dass der moderne Jazz überzeugender ist. Das belebte polnische Publikum begrüßte die Gruppe begeistert, und die Musiker reagierten mit aufregenden Darbietungen, die den Zustand der Band in Höchstform zusammenfassen und die Richtungen aufzeigen, in die sich der Jazz als kreative Kraft bewegt. Es ist schwierig, diese Musik zu kategorisieren, schon allein deshalb, weil sie sich auf traditionelle Konzepte von Melodie und Improvisation stützt, sich aber sehr bemüht, die Grenzen der Angemessenheit zu erweitern und zu verformen.
Nach Ansicht von Michael McCaw, der das Album in All About Jazz rezensierte, träten in der heutigen Musikwelt so viele verschiedene grenzüberschreitende Musiker auf, dass es äußerst schwierig sei, jemanden als die einzige Person im Jazz zu bezeichnen, die den größten Einfluss auf die heutige Musiklandschaft hat, wie die Giganten, die zuvor gekommen sind. Doch genau wie Ornette Coleman und John Coltrane den akzeptierten Standard für den Klang des Jazz und die letztendlich akzeptierten Konzepte vorangetrieben hätten, mache Vandermark ähnliche Fortschritte, indem er Musik aufführe und dokumentiere, die durch und durch modern und gegenwärtig sei, notierte McCaw. Das Box-Set dieser Gruppe sei ein wichtiges Dokument und nicht nur ein aufgeblähtes diskografisch vollständiges Werk. Denn insgesamt betrachtet sei Alchemia mit vielen großartigen Box-Sets mit erweiterten Engagements von Künstlern wie Art Pepper, Bill Evans oder sogar mit Miles Davis’ Complete Live at the Plugged Nickel-Aufnahmen von 1965 vergleichbar: „Beide dokumentieren eine Gruppe, die Material durcharbeitet - von Set zu Set und von Nacht zu Nacht - und gleichzeitig stilistische improvisatorische und konzeptionelle Ideen festigt, die im Jazzvokabular ihrer Zeit verankert sind. Alchemia präsentiert eine Band, die erwachsen geworden ist. Durch ständige Tourneen von Club zu Club hat The Vandermark 5 eine Identität geschaffen, die in der modernen Musik genauso einzigartig und relevant ist wie Miles Davis vor vierzig Jahren.“
Ebenfalls in All About Jazz schrieb Andrey Henkin, gegenüber den vorangegangenen Studioalben zeichne sich das Box-Set durch das Cover-Material aus, das aus der limitierten Free Jazz Classics-Serie stammt und Kompositionen von Musikern wie Archie Shepp, Don Cherry, Sonny Rollins, Ornette Coleman und Cecil Taylor sowie jede Menge Stücke von Rahsaan Roland Kirk umfasst. So gut wie Vandermark als Komponist sei, seine Arrangierfähigkeiten könnten sogar noch stärker sein, und er habe das Wissen eines Gelehrten über unterschätzte Spieler wie Kirk. Natürlich sind bestimmte Sets besser als andere, ebenso wie bestimmte Versionen eines Titels. Aber diese Varianz zu erkennen, sei etwas Besonderes. Auch die beiden meist freien Improvisationsplatten mit den Brüdern Olés verdienten besondere Aufmerksamkeit.